# مرکز عملیات نظامی-غیرنظامی

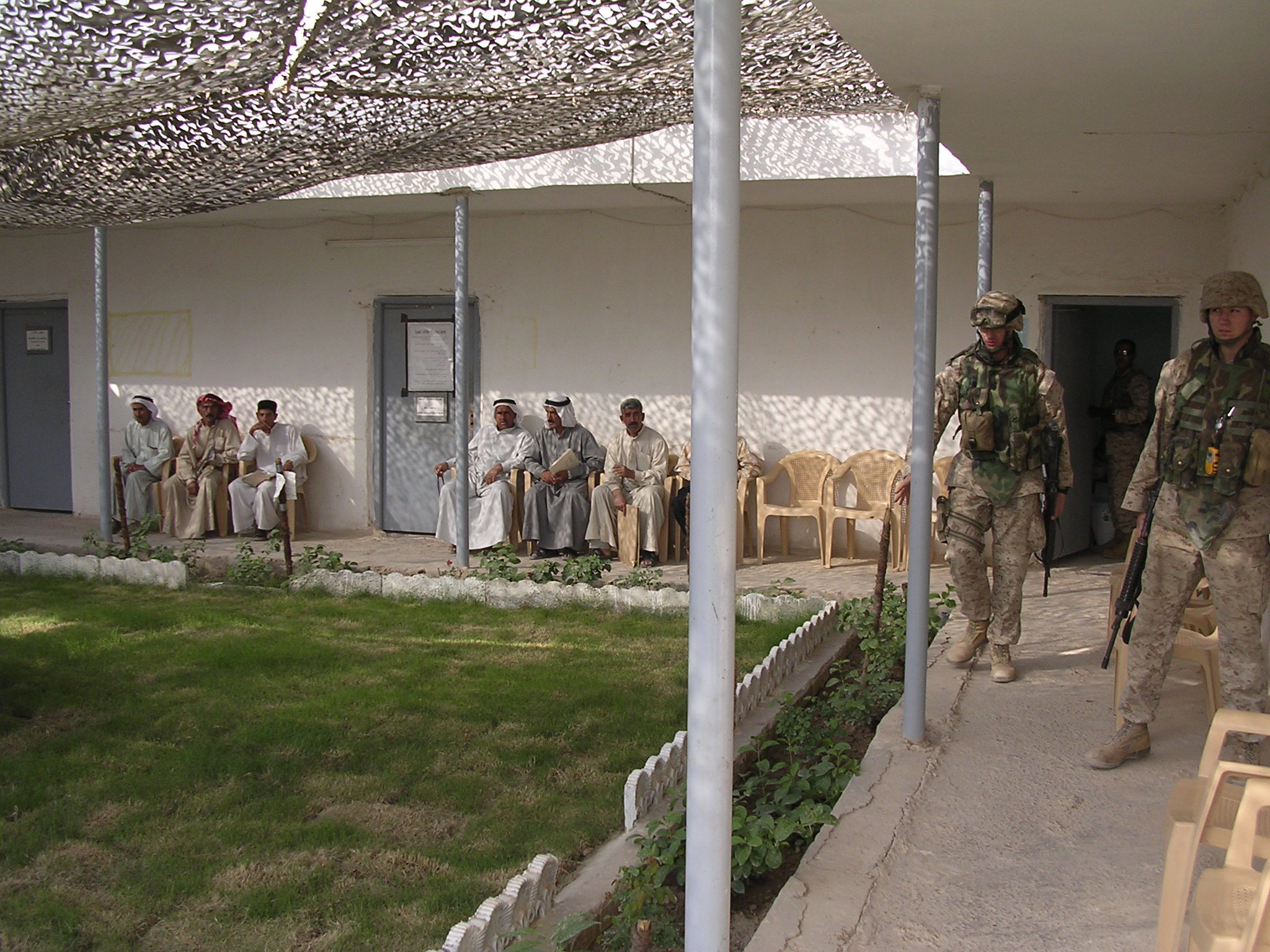
اِف. اِل. تی در فلوجه عراق (پاییز ۲۰۰۴)

یک مرکز عملیات نظامی-غیرنظامی یا CMOC مرکزی است که به‌طور معمول توسط یک نیروی نظامی برای هماهنگی عملیات نظامی-غیرنظامی در یک منطقه عملیاتی تأسیس می‌شود. این مرکز معمولاً به عنوان یک محل ملاقات برای اشخاص نظامی و غیرنظامی درگیر در فعالیت‌های حاکمیت، تثبیت، کمک‌های بشردوستانه و بازسازی یا برای تعامل بین نهادهای درگیر در این فعالیت‌ها و جمعیت غیرنظامی است. غالباً این نوع مرکز به عنوان یک مکان اصلی برای اطلاع‌یابی از فعالیت‌های مربوط به غیرنظامیان در یک منطقه ویژه یا حفظ وضعیت زیرساخت‌ها یا مؤسسات نیز فعالیت می‌کند. در طول عملیات جنگی، این مراکز عموماً در یک منطقه امن ایجاد می‌گردند.

## حکومت موقت
تا زمانی که حکومت عادی غیرنظامی در منطقه تحت تأثیر عملیات نظامی یا فاجعه طبیعی یا انسانی به‌وجود نیاید، می‌توان از مرکز عملیات نظامی-غیرنظامی به عنوان مکانی برای اداره موقت استفاده کرد. در یک عملیات نظامی، حکومت موقت اغلب با نام حکومت نظامی خوانده می‌شود و غالباً توسط سازمان‌های نظامی ایجاد می‌شود تا زمانی که دستگاه عادی دولتی بتواند این وظایف را انجام دهد. این امر باعث می‌شود عملکردهای حکومتداری در طی یک وضعیت بحرانی ادامه پیدا کنند.

## عملیات میان‌کشوری
در عملیات بشردوستانه که چندین سازمان میان‌کشوری درگیر آن هستند، غالباً از اصطلاحات دیگری همچون «مرکز هماهنگی ترکیبی» به‌جای «مرکز عملیات نظامی-غیرنظامی» بهره می‌برند. این مراکز به دنبال دستیابی به هماهنگی و وحدت کوشش در بین سازمان‌های ارائه دهنده کمک‌های بشردوستانه در هنگام رفع فاجعه هستند.

## نمونه‌های تاریخی

### جنگ عراق
در طول جنگ عراق، تفنگداران دریایی ایالات متحده یک مرکز عملیات نظامی-غیرنظامی را در نزدیکی شهر فلوجه و خارج از کمپ فلوجه ایجاد کردند. این مرکز به نام تیم ارتباطی فلوجه یا اِف. اِل. تی نامیده شد و مجتمعی بود که برای تعامل بین تفنگداران دریایی و غیرنظامیان محلی مورد استفاده قرار می‌گرفت. در اف.ال. تی، تفنگداران دریایی با پشتیبانی سی‌بی (نیروی دریایی ایالات متحده آمریکا) پروژه‌های بازسازی را با پیمانکاران محلی توسعه دادند. تفنگداران دریایی همچنین ادعاهای خسارت جنگ را حل و فصل کردند و مجدداً ادارات محلی دولتی را به راه انداختند.

### زمین‌لرزه سال ۲۰۰۴ اقیانوس هند
در طی یاری‌رسانی بشردوستانه به زمین‌لرزه اقیانوس هند در سال ۲۰۰۴، نظامیان بسیاری از کشورها با سازمان‌های غیردولتی در یک مرکز هماهنگی مشترک برای سازماندهی تحویل کمک‌های بشردوستانه به منطقه همکاری کردند.